# Jen Nyström
Jenny (Jen) Elvira Nyström, född 4 juli 1903 i Nyköping, död 2 juli 1933 i Stockholm, var en svensk målare och teckningslärare.
Hon var dotter till disponenten Fahle Nyström och Jenny Elvira Vougt. Nyström studerade konst vid Kungliga konsthögskolan i Stockholm 1926–1932. Hon medverkade vid en utställning på Liljevalchs konsthall 1932 samt i samlingsutställningar arrangerade av Sveriges allmänna konstförening 1929 och 1931. Hon var representerad i utställningen Svenska akvareller 1925–1947 som visades på Konstakademien 1947. Hennes konst består av modellstudier, porträtt, stadsmotiv från Nyköping och Stockholm samt landskapsskildringar från Sverige och Italien, huvudsakligen utförda i akvarell.